# Vladičin Han
Vladičin Han (cirill betűkkel Владичин Хан) városa az azonos nevű község székhelye Szerbiában, a Pcsinyai körzetben.

## Népesség
- 1948-ban 1 262 lakosa volt.
- 1953-ban 1 782 lakosa volt.
- 1961-ben 2 395 lakosa volt.
- 1971-ben 3 809 lakosa volt.
- 1981-ben 6 207 lakosa volt.
- 1991-ben 7 835 lakosa volt
- 2002-ben 8 338 lakosa volt, melyből 7 821 szerb (93,79%), 361 cigány, 26 bolgár, 18 macedón, 6 jugoszláv, 6 montenegrói, 4 horvát, 2 muzulmán, 1 gorai, 1 magyar (0,01%), 1 német, 1 orosz, 1 ukrán, 78 nem nyilatkozott, 2 régióbeli hovatartozású személy és 2 ismeretlen.

## A községhez tartozó települések
- Balinovce,
- Bačvište,
- Belanovce,
- Beliševo,
- Bogoševo,
- Brestovo (Vladičin Han),
- Vrbovo (Vladičin Han),
- Garinje,
- Gornje Jabukovo,
- Gramađe,
- Dekutince,
- Donje Jabukovo,
- Dupljane,
- Žitorađe (Vladičin Han),
- Zebince,
- Jagnjilo (Vladičin Han),
- Jastrebac (Vladičin Han),
- Jovac,
- Kalimance,
- Kacapun
- Koznica,
- Kopitarce,
- Kostomlatica,
- Kržince,
- Kukavica (Vladičin Han),
- Kunovo,
- Lebet,
- Lepenica (Vladičin Han),
- Ljutež,
- Mazarać,
- Manajle,
- Manjak,
- Mrtvica,
- Ostrovica (Vladičin Han),
- Polom (Szerbia),
- Prekodolce,
- Priboj (Vladičin Han),
- Ravna Reka (Vladičin Han),
- Rdovo,
- Repince,
- Repište (Vladičin Han)
- Ružić,
- Solačka Sena,
- Srneći Dol,
- Stubal,
- Suva Morava,
- Tegovište,
- Urvič (Vladičin Han),
- Džep